# Isola Kanaga
Kanaga è un'isola vulcanica che fa parte del gruppo delle isole Andreanof, nell'arcipelago delle Aleutine e appartiene all'Alaska (USA); si trova nel mare di Bering tra Tanaga (a ovest) e Adak.
L'isola ha una superficie di 369 km², è lunga circa 48 km e larga dai 6 ai 13 km. nella parte nord-est si trova il monte Kanaga (1.307 m) uno stratovulcano la cui ultima eruzione risale al 1995.

## Collegamenti esterni

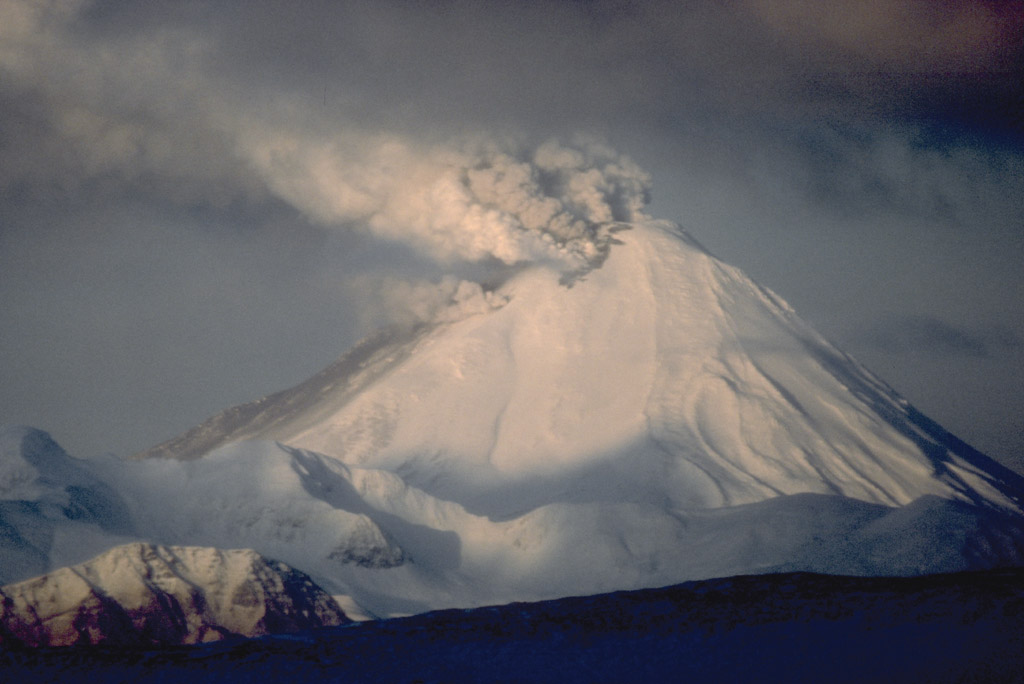
Eruzione del vulcano Kanaga nel 1994